# Dusty Rhodes
Pour les articles homonymes, voir Rhodes et Runnels.
Virgil Riley Runnels, Jr. (né le 12 octobre 1945 à Austin et mort le 11 juin 2015 à Orlando), plus connu en tant que Dusty Rhodes, est un catcheur (lutteur professionnel) américain. Il est principalement connu pour son travail à la Mid-Atlantic Championship Wrestling (en) dans les années 1980, un des territoires de la National Wrestling Alliance (NWA) où il remporte à deux reprises le championnat du monde par équipe de la NWA (version Mid-Atlantic) et est triple champion du monde télévision et triple champion du monde poids-lourds de la NWA en plus d'être un des membres de l'équipe scénaristique de la fédération.   
Il est aussi le père des catcheurs Dustin Rhodes (Goldust) et Cody Rhodes.

## Jeunesse
Virgil Riley Runnels Jr. est le fils du joueur et entraineur de football, Virgil Riley Runnels Sr. (1914 - 1994) et Lana Tery Runnels (1917 - 1993), Virgil,Jr. et un fan de catch depuis son enfance. Après le lycée il rejoint l'Université Texas A&M et joue ensuite en Continental Football League (en).[source insuffisante]

## Carrière

### Débuts au Texas puis en Floride
Runnels commence sa carrière de catcheur au Texas au sein de la National Wrestling Alliance (NWA) Amarillo où Gary Hart (en) lui donne son nom de ring en hommage à Larry Rhodes, le personnage qu'Andy Griffith incarne dans Un homme dans la foule. Il fait alors équipe avec Dick Murdoch avec qui il forme les Texas Tornado,.

### Rivalités et booking
Rhodes a des rivalités avec des stars comme Abdullah the Butcher, Pak Song, Terry Funk, Kevin Sullivan, Blackjack Mulligan, Nikita Koloff, Harley Race, "Superstar" Billy Graham, "Crippler" Ray Stevens et surtout, les Four Horsemen (spécialement Ric Flair et Tully Blanchard). Rhodes, Flair, et Race se sont affrontés chacun les uns les autres à nombre de reprises pour le NWA World Heavyweight Championship. Rhodes a remporté le titre de Champion du Monde de la NWA trois fois : deux fois en battant Race (en 1979 et 1981) et une fois en battant Flair (1986).
Rhodes est aussi un booker pour la WCW (alors connue sous l'appellation Jim Crockett Promotions) alors qu'ils sont en compétition avec la World Wrestling Federation (maintenant connue sous le nom World Wrestling Entertainment) après qu'il remporte le titre TV en 1985. Il est crédité pour avoir inventé beaucoup de gimmicks mais aussi de noms de pay-per-view de la WCW pay-per-view, comme War Games, BattleBowl, et Lethal Lottery.
Le terme "Dusty Finish" se réfère à l'une des techniques préférées de Rhodes, finir un match dans la controverse alors que l'arbitre est inconscient.

### Renvoi de la Jim Crockett Promotions
Il est renvoyé de la Jim Crockett Promotions après avoir perdu du sang lors d'une altercation avec les Road Warriors alors que la fédération interdisait les saignements. Rhodes est ensuite viré de la WCW. Après ceci, Rhodes retourne en Floride pour lutter dans la Championship Wrestling from Florida, où il décroche le titre PWF Heavyweight, et retourne aussi à la AWA pour quelques apparitions.

### World Wrestling Federation
Rhodes vient à la WWF en tant que l'homme à pois jaune "Common Man" Dusty Rhodes, une gimmick que certains pensent qu'elle est faite pour l'humilier, bien que selon Dusty lui-même, cette gimmick et ce costume sont sa propre idée. Il est managé par Sapphire. Pendant sa période à la WWF, Rhodes est engagé dans une rivalité haineuse avec Randy Savage et sa manager/partenaire Sensational Queen Sherri qui dans l'affaire trouve une rivale en Sapphire. Après une confrontation particulièrement intense entre les deux couples, la compagne de Savage Miss Elizabeth s'allie avec Rhodes et Sapphire et est instrumentalisée pour les aider à remporter le premier match par équipe mixte de l'histoire de la WWF durant WrestleMania VI. Cependant, Sapphire quitte Rhodes au SummerSlam 1990 pour l'argent du Million-Dollar Man, ce qui amène à une feud entre Dusty et Ted DiBiase, avec les débuts sur la TV nationale de Dustin. Les deux quittent la WWF en janvier 1991, marquant ainsi la fin de la carrière de Dusty Rhodes en tant que catcheur à temps plein.
Quand Ric Flair part à la WWF en 1991, amenant le titre de la WCW avec lui, la vieille ceinture Florida Heavyweight Championship de Dusty est utilisée en remplacement à The Great American Bash pour le match de championnat entre Lex Luger et Barry Windham.

### Retour à la WCW et ECW
Rhodes retourne à la WCW peu de temps après en tant que membre du comité de scriptage de la WCW et plus tard rejoint l'équipe de production, travaillant habituellement avec Tony Schiavone sur WCW Saturday Night. Il fait les commentaires avec Schiavone et Bobby Heenan dans les pay-per-views.
Le personnage Virgil de Mike Jones sur la World Wrestling Federation est nommé, à la suggestion de Bobby Heenan, pour faire une blague sur le nom réel de Dusty. Quand Jones s'en va à la World Championship Wrestling, Heenan continue la blague en proposant à Jones que son personnage à la WCW soit "Vincent", en référence au propriétaire de la WWF Vince McMahon. La blague se poursuit plus tard à la WCW quand Jones change son nom encore, cette fois pour Shane, le même que le fils de Vince, Shane McMahon.
En 1994, Rhodes retourne sur le ring pour faire équipe avec son fils Dustin aux côtés des Nasty Boys contre Arn Anderson, Bunkhouse Buck, Terry Funk, et Col. Rob Parker. Ceci arrive après qu'Anderson se retourne contre Dustin pendant un match par équipe à Bash At The Beach '94 et Dusty, admettant être un parent absent qui devrait être aux côtés de son fils à la place de Anderson, faisait son retour pour aider son fils à prendre sa revanche.
Rhodes est à l'origine du côté de la WCW dans sa bataille avec la nWo en 1996. À Souled Out 1998, Larry Zbyszko demande à Rhodes, qui fait les commentaires du PPV, lors de son match contre Scott Hall. Zbyszko remporte le match par disqualification à la suite de l'intervention de la nWo, mais dans la mêlée d'après match Rhodes se retourne contre Zbyszko et rejoint la nWo dans un moment choquant qui force Schiavone à se retirer à la suite de ce show ; il revient plus tard, blâmant Rhodes pour ses actions pour la majeure partie du restant de la soirée (kayfabe).
Il quitte finalement la WCW et s'en va à la ECW où il fait face à face avec le ECW Champion, "King of Old School" Steve Corino. Rhodes retourne une fois de plus à la WCW, relançant sa feud avec Ric Flair.

### Total Nonstop Action Wrestling

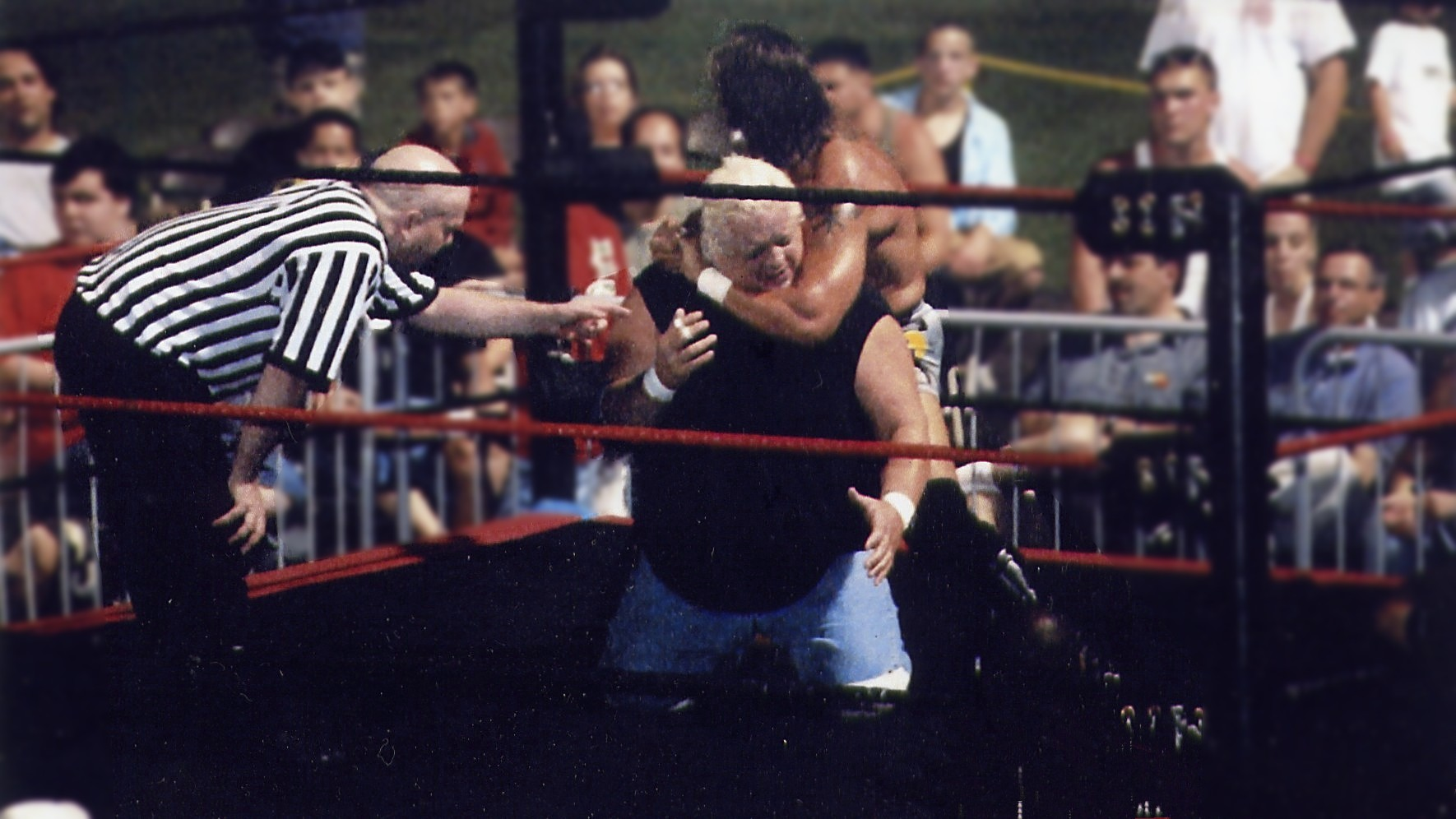
Dusty Rhodes face à Kid Kash en 2005.

Le 8 octobre 2003, il perd contre A.J. Styles et ne remporte pas le NWA World Heavyweight Championship. Il apparait aux shows de la Total Nonstop Action Wrestling, devenant le Directeur de l'Autorité au pay-per-view du 7 novembre TNA Victory Road 2004. Au même moment, Rhodes officie comme scripteur en chef. En mai 2005, la Présidente de la TNA Dixie Carter demande à Rhodes d'aller dans son équipe créative, qui inclut plusieurs autres noms, notamment Jeremy Borash, Bill Banks, et Scott D'Amore. Rhodes refuse, attendant la fin de son contrat qui expirait avec la TNA.

### Turnbuckle Championship Wrestling
Pour plusieurs années, Rhodes était à la tête de la Turnbuckle Championship Wrestling, une petite fédération basée en Géorgie, comprenant plusieurs catcheurs qu'il a lui-même entraîné aux côtés de vétérans comme Steve Corino.

### Légende de la WWE et Hall of Fame

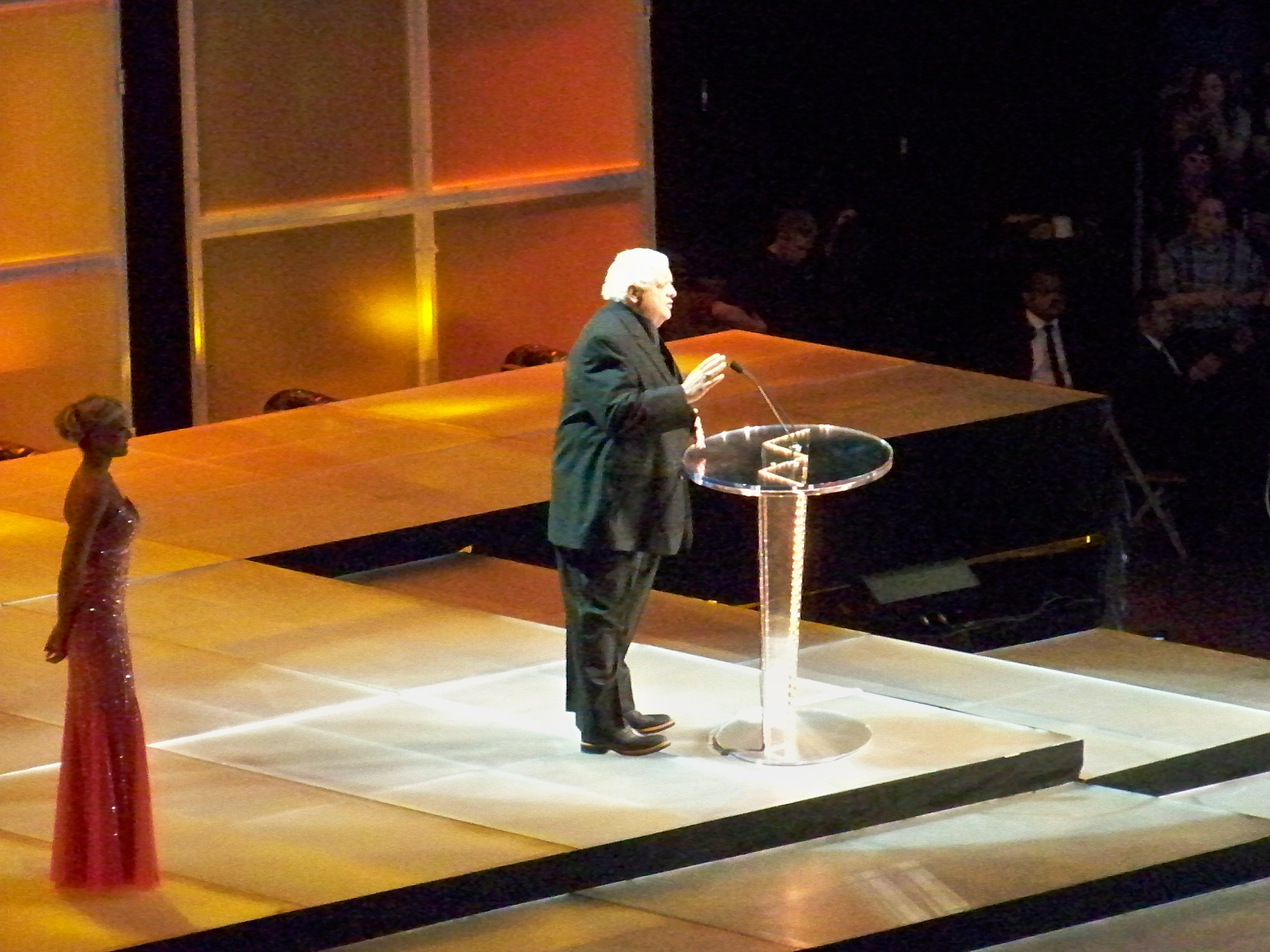
Dusty Rhodes lors du WWE Hall of Fame en 2009.

En septembre 2005 Rhodes signait un contrat de Légende de la WWE et était ramené dans l'équipe créative des scripteurs comme le "consultant créatif". Il faisait une apparition au WWE RAW Homecoming le 3 octobre 2005 dans lequel il a tabassé aux côtés d'autres légendes Rob Conway, en lui délivrant sa prise du Bionic elbow.
Dusty Rhodes est introduit dans le WWE Hall of Fame le 21 mars 2007 par ses deux fils, Dustin et Cody. Pendant son discours, Rhodes a demandé à Ric Flair et Arn Anderson d'accepter le "signe" et de l'introduire lui et Harley Race parmi les Four Horsemen.
Pendant une entrevue dans le DVD de la WWE The American Dream, Rhodes affirme que sa promo la plus populaire de tous les temps était son interview "Hard Times" pendant sa rivalité avec Ric Flair. La promo qui faisait référence aux mineurs, hommes d'usine et autres ouvriers résonne apparemment tellement fort que beaucoup de fans de catch de cette catégorie viennent vers lui en pleurs pour le remercier « d'honorer leur triste situation ».

### Apparitions diverses (2007-2015)
En 2007, quelques semaines avant le PPV de la WWE The Great American Bash, Dusty Rhodes retourne sur les écrans de la WWE pour rivaliser avec Randy Orton. Orton bat Rhodes dans un Texas Bullrope match. Dès lors, Rhodes travaille comme scripteur et fait des apparitions occasionnelles à la World Wrestling Entertainment.
Le 31 août 2009, il est le manager général temporaire de Monday Night Raw. Il désigne son fils Cody Rhodes vs Randy Orton pour la ceinture de Champion WWE avec John Cena en arbitre spécial. Cody et Randy frappent John Cena, DX intervient mais subit le même sort où ils doivent affronter les 3 membres de la Legacy et le American Dream. Malheureusement, ce dernier se prend un RKO de Randy Orton. Il a été commentateur à la ECW.
Le 7 juin 2010, il fait une apparition pour aider les guest host, L'Agence tous Risques.
Il réapparaît lors de la saison 3 de NXT pour assister au mariage de son fils Goldust et sa femme Aksana. À la fin du mariage, Aksana gifle Goldust.
Il réapparaît lors du SmackDown du 25 février 2011, où il demande à Cody Rhodes de s'excuser auprès de Rey Mysterio, mais alors que Rey et Dusty se serrent la main, Dusty retient Rey pour qu'il se fasse agresser par Cody, effectuant ainsi un heel turn. Il se fait ensuite siffler par le public de Smackdown.
Il est présent lors du Smackdown spécial Noël. Il était présent lors de l'épisode de Smackdown Blast from the Past. Il est le nouveau manager général de NXT. En septembre, il est viré par Triple H de son poste de GM de NXT. Le 16 septembre à RAW, il vient défendre la cause de son fils Cody Rhodes, mais se prend le WMD du Big Show et s'en va en ambulance. Le pay-per view Money In The Bank 2015 lui sera dédié.

### Décès (2015)
Il meurt à l'âge de 69 ans, le 11 juin 2015.

## Palmarès
- Central States Wrestling
  - 1 fois NWA Central States Heavyweight Championship[9]
  - 1 fois NWA North American Tag Team Championship (Central States version) avec Dick Murdoch[10]

- Championship Wrestling from Florida
  - 2 fois NWA Brass Knuckles Championship (Florida version)[11]
  - 1 fois NWA Florida Bahamian Championship[12]
  - 1 fois NWA Florida Global Tag Team Championship avec Magnum T.A.[13]
  - 10 fois NWA Florida Heavyweight Championship[14]
  - 4 fois NWA Florida Tag Team Championship avec Dick Murdoch (1), Dick Slater (1), Bobo Brazil (1) et André the Giant (1)[15]
  - 2 fois NWA Florida Television Championship[16]
  - 7 fois NWA Southern Heavyweight Championship (Florida version)[17]
  - 2 fois NWA United States Tag Team Championship (Florida version) avec Bugsy McGraw (1) et Blackjack Mulligan (1)[18]
  - 3 fois NWA World Heavyweight Championship[19]

- Georgia Championship Wrestling
  - 1 fois NWA Georgia Heavyweight Championship (1 fois)[20]
  - 1 fois NWA National Heavyweight Championship (1 fois)[21]
  - 1 fois NWA World Heavyweight Championship[19]

- International Wrestling Alliance (Australia)
  - IWA World Tag Team Championship (1 fois) avec Dick Murdoch

- Mid-Atlantic Championship Wrestling / Jim Crockett Promotions / World Championship Wrestling
  - 1 fois NWA Television Championship[22]
  - 1 fois NWA United States Heayvweight Championship[23]
  - 1 fois NWA World Heavyweight Championship[19]
  - 2 fois NWA World Six-Man Tag Team Championship avec The Road Warriors[24]
  - 2 fois NWA World Tag Team Championship (Mid-Atlantic version) avec Dick Slater (1) et Manny Fernandez (1)[25]
  - 2 fois NWA World Television Championship[26]
  - Jim Crockett, Sr. Memorial Cup Tag Team Tournament (1987) avec Nikita Koloff
  - Bunkhouse Stampede (1985-1988)
  - Membre du WCW Hall of Fame (1995)[27]

- NWA Big Time Wrestling
  - 2 fois NWA American Tag Team Championship avec Baron Von Raschke (1) et Dick Murdoch (1)[28]
  - 2 fois NWA Brass Knuckles Championship (Texas version)[29]

- NWA Detroit
  - 1 fois NWA World Tag Team Championship (Detroit version) avec Dick Murdoch[30]

- NWA Mid-Atlantic Championship Wrestling
  - 1 fois NWA Mid-Atlantic Tag Team Championship avec Buff Bagwell[31]

- NWA Mid-Pacific Promotions
  - 1 fois NWA North American Heavyweight Championship (Hawaii version)[32]

- NWA San Francisco
  - 1 fois NWA United States Heavyweight Championship (San Francisco version)[33]

- NWA Tri-State
  - 1 fois NWA North American Heavyweight Championship (Tri-State version)[34]
  - 1 fois NWA United States Tag Team Championship (Tri-State version) avec André the Giant[35]

- National Wrestling Federation
  - 1 fois NWF World Tag Team Championship avec Dick Murdoch[36]

- Pro Wrestling Illustrated
  - Rivalité de l'année 1987 avec Nikita Koloff et les Road Warriors vs. Four Horsemen[37]
  - Match de l'année 1979 vs. Harley Race le 21 août[38]
  - Match de l'année 1986 vs. Ric Flair dans un match en cage à The Great American Bash[38]
  - Catcheur le plus populaire de l'année en 1978, 1979 et 1987[39]
  - Catcheur de l'année en 1977, 1978[40]

- World Championship Wrestling (Australia)
  - 1 fois IWA World Tag Team Championship (WCW Australia) avec Dick Murdoch[41]

- World Wrestling Entertainment
  - Membre du WWE Hall of Fame (2007)[42]

- Wrestling Observer Newsletter Awards
  - Meilleur Babyface en 1980[43]
  - Catcheur le plus charismatique en 1982 (partagé avec Ric Flair)[44]
  - Meilleur booker en 1986
  - Catcheur le plus surestimé en 1987 et 1988[45]
  - Catcheur favoris des lecteurs en 1987 et 1988[46]
  - Pire rivalité de l'année 1988 vs. Tully Blanchard[47]
  - Pire gimmick en 1988[48]
  - Catcheur le plus embarrassant de l'année 1990[49]
  - Plus mauvais commentateur en 1997[50]
  - Membre du Wrestling Observer Hall of Fame (1996)

## Médias
- Autobiographie : Dusty: Reflections of an American Dream 2005  (ISBN 1-58261-907-7)

- DVD : The American Dream: The Dusty Rhodes Story 2006 (World Wrestling Entertainment)

- La chanson André 3000 du groupe Outkast fait une référence à Dusty Rhodes et sa prise du Bionic Elbow dans le titre.
- Lil Wayne y fait allusion dans son Intro de l'album Tha Carter IV

- Scooby-Doo! et WWE : La Malédiction du pilote fantôme il apparait en tant que personnage de dessin animé, ce film d'animation est un hommage a Dusty Rhodes.

## Filmographie
- 1974 : The Wrestler de James A. Westman : lui-même